# Varjão de Minas
Varjão de Minas este un oraș în Minas Gerais (MG), Brazilia.